# Hylastes ater
Hylastes ater é uma espécie de insetos coleópteros polífagos pertencente à família Curculionidae.
A autoridade científica da espécie é Paykull, tendo sido descrita no ano de 1800.
Trata-se de uma espécie presente no território português.